# Безмежна глушина
Безмежна глушина (англ. The Vaster Wilds) — історичний роман Лорен Ґрофф, що вийшов у видавництві Riverhead Books 12 вересня 2023 року.

## Передісторія
Дія п’ятого роману Ґрофф «Безмежна глушина» розгортається в колоніальній Вірджинії та розповідає про дівчину-служницю, яка «втікає з колоніального поселення у пустелі. Вона не має при собі нічого, крім свого розуму, небагатьох речей та іскри бога, що палає в ній».

## Прийняття
The Guardian описав роман як «гімн витривалості» з «біблійною, заклинальною» прозою. Роман «Безмежна глушина»  отримав інші позитивні відгуки в Los Angeles Times, Boston Globe та New York Times Book Review. Літературознавиця Морін Корріґан більш критично оцінила сюжет і темп книги, зазначивши, що «без уявлення про пункт призначення весь цей біг починає здаватись безцільним».
Роман здобув золоту нагороду у жанрі «загальна художня література» Книжкової премії Флориди й Барак Обама назвав його однією зі своїх улюблених книг 2023 року.